# Egentliga Tavastland
Egentliga Tavastland (finsk: Kanta-Hämeen maakunta) er et landskab og en sekundærkommune i det sydlige Finland. 
Egentliga Tavastland grænser i syd til op Nyland, i vest til Egentliga Finland, i nord til Birkaland og i øst til Päijänne-Tavastland. Tavastehus er hovedby i landskabet.
I sin nuværende form er landskabet Egentliga Tavastland oprettet i 1998. Det historiske landskab Tavastland var meget større end det nuværende. Dette landskab omfattede nemlig: Egentliga Tavastland, Päijänne-Tavastland (store dele), Birkaland (delvist) og Mellersta Finland. IndbyggertaL: 169.000 (30.6. 2024).

## Kommuner
Der er 11 kommuner i Egentliga Tavastland. Det er Forssa, Hattula, Hausjärvi, Humppila, Janakkala, Jockis, Loppis, Riihimäki, Tammela, Tavastehus og Ypäjä. 
Administrativt hører landskabet og dets kommuner under Sydfinlands regionsforvaltning.
60°50′N 24°15′Ø / 60.83°N 24.25°Ø